# WCAM
Als WCAM (kurz für Wet collectieve afwikkeling van massaschades) oder kollektiven Vergleich bezeichnet man im Recht der Niederlande eine gütliche Einigung mehrerer mit dem Schädiger.
Im Jahr 2005 führten die Niederlande ein Gesetz über die Kollektive Abwicklung von Massenschäden ein (Wet collectieve afwikkeling van massaschades, kurz WCAM). Im niederländischen Zivilgesetzbuch ist die gesetzliche Grundlage derartiger Vergleiche als besonderer Vertrag geregelt. In der Zivilprozessordnung ist das Verfahren einer gerichtlichen Verbindlichkeitserklärung des Vergleichs festgeschrieben. Wird der Vergleich für bindend erklärt, sind alle Geschädigten in deren Interesse der Vergleich geschlossen wurden, berechtigt, eine Zahlung zu erhalten. Geschädigte, die mit dem Vergleich nicht einverstanden sind, müssen binnen einer gesetzten Frist erklären, den Vergleich abzulehnen. Dadurch ist das opt-out-Prinzip verwirklicht. Für den Schädiger hat dies den Vorteil, dass die Zahl der zukünftigen Anspruchsteller beschränkt wird, was in manchen Fällen den Schädiger überhaupt erst zu einem Vergleich veranlasst.
Die Entscheidung über die Verbindlichkeit des Vergleichs ist eine Urteil gemäß Art. 32 EuGVVO und ist daher in der gesamten Europäischen Union anzuerkennen und zu vollstrecken. Zahlreiche transnationale Massenschäden wurden bereits im Rahmen des WCAM verglichen.